# Globàlia
Globàlia (títol original, en francès, Globalia) és una novel·la de ciència-ficció amb elements distòpics del francès Jean-Christophe Rufin, publicat el 2004. Ha estat traduïda al català.
Jean-Christophe Rufin posa en forma novel·lada els seus pensaments sobre les relacions entre el primer i el tercer món i les ingerències humanitàries. En les paraules seves: "Els futurs gloriosos, siguin els que siguin, fins i tot quan ens arriben sota la forma somrient de l'individualisme democràtic, cal acollir-los amb el cap fred." La ideologia paternalista de l'oligarquia del sistema el resumeix amb el sil·logisme "La llibertat és la seguretat; la seguretat és la vigilància; per tant la llibertat és la vigilància."
La novel·la és una faula política en la línia de 1984 d'Orwell, que pretén mostrar el que, segons l'autor, pot esdevenir la societat amb la globalització desbocada: fractura entre molt rics i molt pobres (es nega la humanitat o fins i tot l'existència dels que són fora del sistema), despolitització (el vot esdevé purament cosmètic), ignorància de la història (els signes identitaris o ètnics són tolerats sempre que es mantinguin en uns mínims purament tòpics), hedonisme individualista (només compta el plaer immediat i el valor de canvi de les coses), por obsessiva del terrorisme (com a eina de control ideològic de la població), riscos ecològics (trasplantats fora del sistema als llocs i les poblacions menys afavorides), empobriment general de la població com a eina de cohesió social, i control de la informació i de la força per part d'un oligopoli de multinacionals.

## Argument
L'acció transcorre en un futur imprecís però sospitosament semblant al present actual. Un estat mundial anomenat Globàlia assegura als seus ciutadans la seguretat, la prosperitat i una certa forma de llibertat, sempre que no es qüestioni el sistema. Al món hi ha les zones segures que tenen garantida la seguretat, els serveis i un clima controlat. Per altra banda, existeixen les no-zones, suposadament no habitades, que són el refugi dels que el poder central anomena terroristes. De fet, les no-zones són molt més extenses i contenen les poblacions excloses i totes les indústries i activitats contaminants. Baikal, el protagonista, és un jove globalià que es proposa fugir d'aquesta societat que l'ofega.